# Agnes Byström-Lindhagen
Agnes Lindhagen, född Byström den 3 september 1885, död den 11 augusti 1968, var en svensk journalist, författare och översättare. Hon tillhörde en grupp kvinnliga journalister under 1900-talets början som kallade sig själva för "Ligan", och där bland annat även Elin Wägner, Ester Blenda Nordström och Elin Brandell ingick. Byström-Lindhagen har även översatt från engelska, bland annat flera verk av nobelpristagaren John Galsworthy.

## Biografi
Byström-Lindhagen föddes 1885, som dotter till Jakob Byström, och hans maka, född Träff. Hon var gift med Arthur Lindhagen, president i Svea hovrätt.
Bysröm-Lindhagen tog studenten från Whitlockska samskolan 1904, och studerade därefter vid Brown University i Providence, USA samt vid Uppsala universitet, där hon 1909 avlade en filosofie kandidatexamen. Från 1910–1916 verkade hon som journalist vid Svenska Dagbladet. Hon tillhörde en grupp tidiga kvinnliga journalister, som banade en ny väg inom journalistiken, tillsammans med bland andra Elin Wägner, Elin Brandell, Ester Blenda Nordström, Gerda Marcus, Célie Brunius, Ellen Landquist, Ellen Rydelius och Elisabeth Krey. Gruppen kvinnor, av vilka många hade studerat i Uppsala, kallade sig emellanåt för "Ligan".
Som översättare översatte hon bland annat en rad verk av John Galsworthy till svenska, bland annat Forsytesagan. Makarna Lindhagen är begravda på Norra begravningsplatsen utanför Stockholm.

### Verk
- Bland orchidéer på en skärgårdsö, 1916.[13]

### Översatta verk
- John Galsworthy, Herrgården, 1917.[9]
- Galsworthy, Aristokrater, 1918.[14]
- Galsworthy, Förmöget folk, 1920.[10]
- Galsworthy, En Forsytes brittsommar, 1923.[15]
- Galsworthy, Familjen Freeland, 1927.[16]
- Galsworthy, Gryning och Att hyra, 1932. Tillsammans med Ellen Rydelius.[17]
- Galsworthy, Forsytesagan, 1932.[11]
- R. Austin Freeman, Ett stumt vittne, 1932.[18]